# Verbena
Verbena is een geslacht van planten uit de IJzerhardfamilie (Verbenaceae). Het geslacht telt ongeveer 120 soorten van eenjarige en vaste, kruidachtige of licht verhoutende bloemplanten. De meeste daarvan komen van nature voor in Europa en Noord- en Zuid-Amerika.

## Naam
De naam van het geslacht werd in 1753 gepubliceerd door Carl Linnaeus in Species plantarum en de daarbij behorende vijfde druk van Genera plantarum. De naam komt uit het klassieke Latijn en betekent "heilige tak" of "heilig kruid".

## Systematiek
In de traditionele opvatting van het geslacht telt het ongeveer 250 soorten. In 1995 splitsten Botta et al., op grond van het aantal chromosomen, het geslacht in drie kleinere geslachten. Daarbij heeft Verbena sensu stricto een haploïde aantal van 7 chromosomen (n=7). De andere geslachten zijn Glandularia J.F. Gmel. (n=5), met ongeveer 80 soorten in Noord- en Zuid-Amerika, en Junellia Moldenke (n=10), met ongeveer 50 soorten struiken die uitsluitend in Zuid-Amerika voorkomen (Verbena sect. Junellia (Moldenke) Tronc.).

## Soorten
In België en Nederland komt van nature alleen Verbena officinalis (IJzerhard) voor. Verschillende soorten en cultivars worden in tuinen aangeplant en kunnen vandaaruit ook wel verwilderd worden gevonden.
In België wordt daarnaast als adventief ook wel Stijf ijzerhard (Verbena bonariensis) en Verbena supina gevonden.
Van Ooststroom noemde in de 19e druk van de Flora van Nederland (1977) als sierplanten die ook verwilderd kunnen voorkomen in Nederland de soorten Verbena peruviana (L.) Britton (nu Glandularia peruviana (L.) Small), Verbena bonariensis L., Verbena rigida Spreng., Verbena bipinnatifida Nutt. (nu Glandularia bipinnatifida (Nutt.) Nutt.), Verbena bracteata Lag. et Rodr., Verbena canadensis (L.) Britton, Verbena hastata L., Verbena stricta Vent., Verbena supina L. en Verbena tenera Spreng. (nu Glandularia tenera (Spreng.) Cabrera).
Op Curaçao wordt de cultivar Lippia alba Mill (lokale naam: Orégano) veel toegepast in de Kruidengeneeskunde, vooral bij maagklachten.
Verbena brasiliensis, een endemische soort in Brazilië, komt als invasieve exoot in onder andere de Verenigde Staten en Zuid-Afrika voor.

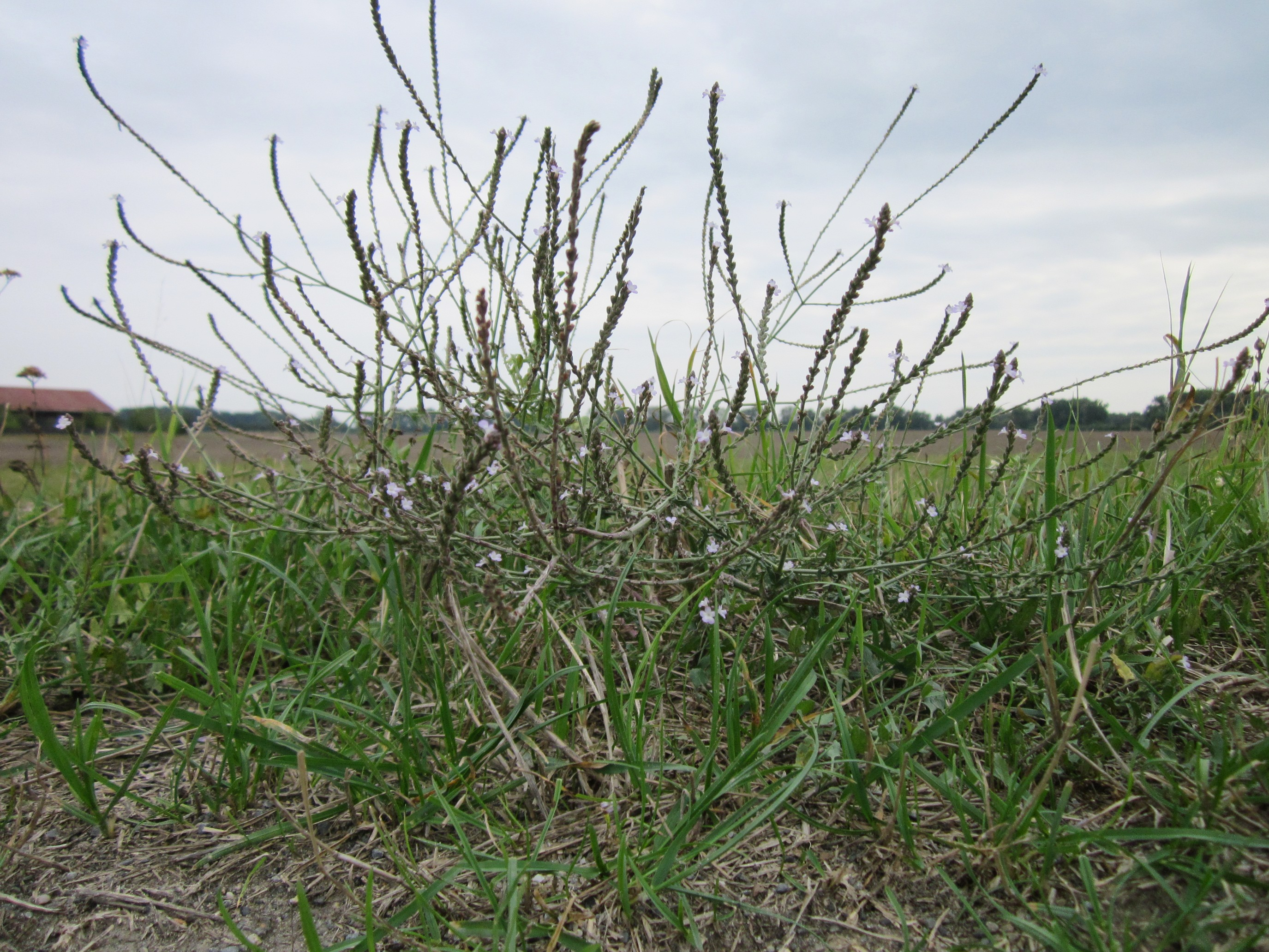
Verbena officinalis (IJzerhard)
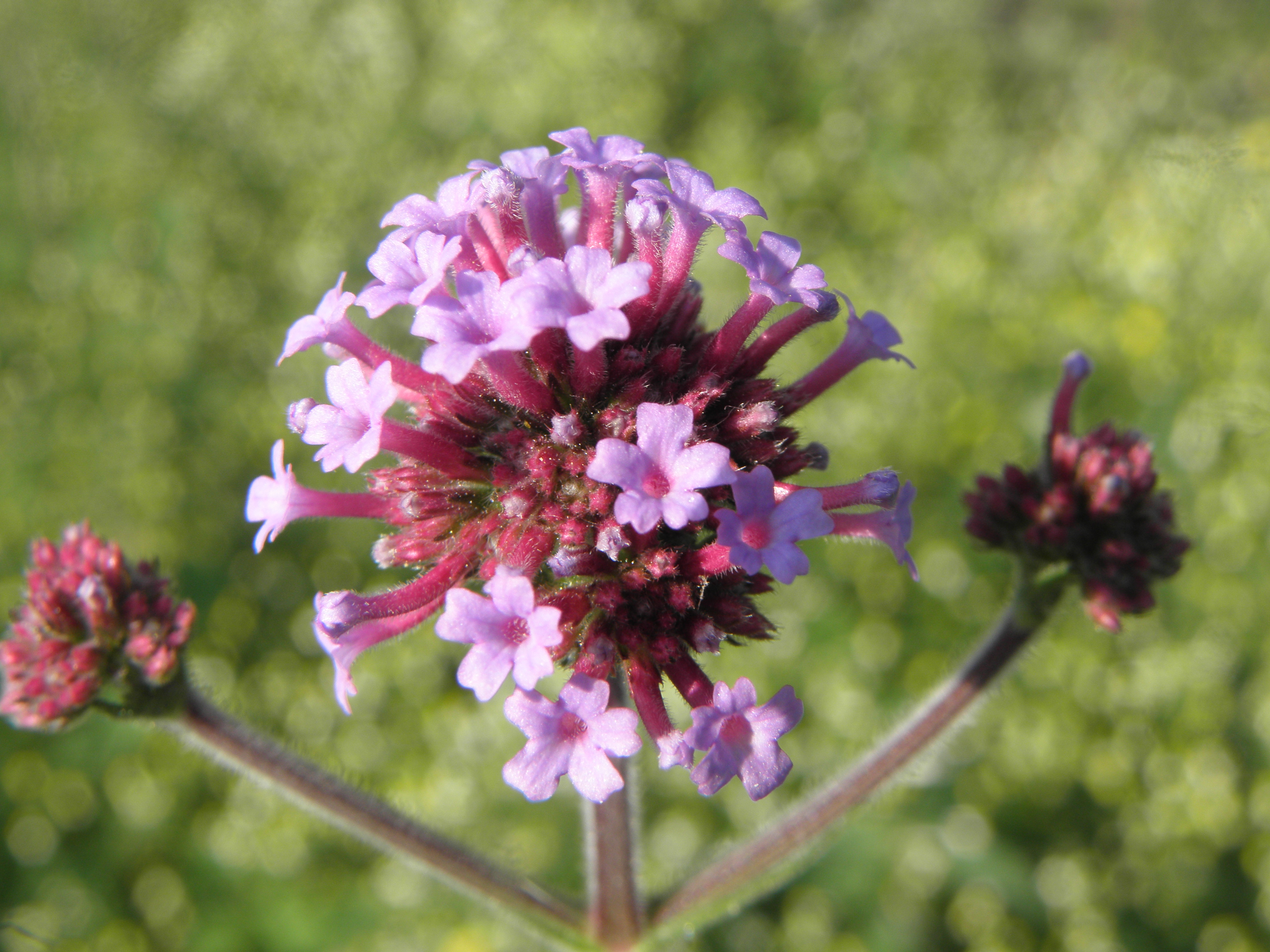
De wel in tuinen aangeplante Verbena bonariensis (Stijf ijzerhard)